# إنريكو فيري
إنريكو فيري هو رجل قضاء وسياسي إيطالي، ولد في 17 فبراير 1942 في لا سبيتسيا في إيطاليا. نشط حزبياً في الحزب الاشتراكي الديمقراطي الإيطالي ‏.

## مناصب
- في انتخابات البرلمان الأوروبي 1989، انتخب عضو في البرلمان الأوروبي عن دائرة إيطاليا لترشحه ضمن قائمة فورزا إيطاليا، وقد انضم خلال فترته النيابية (25 يوليو 1989 – 18 يوليو 1994) للكتلة البرلمانية كتلة حزب الشعب الأوروبي.
- في انتخابات البرلمان الأوروبي 1994، انتخب عضو في البرلمان الأوروبي عن دائرة إيطاليا لترشحه ضمن قائمة فورزا إيطاليا، وقد انضم خلال فترته النيابية (19 يوليو 1994 – 19 يوليو 1999) للكتلة البرلمانية كتلة حزب الشعب الأوروبي.
- في انتخابات البرلمان الأوروبي 1999، انتخب عضو في البرلمان الأوروبي عن دائرة إيطاليا لترشحه ضمن قائمة فورزا إيطاليا، وقد انضم خلال فترته النيابية (20 يوليو 1999 – 19 يوليو 2004) للكتلة البرلمانية كتلة حزب الشعب الأوروبي.
- انتخب وزير الأشغال العامة ‏ (13 أبريل 1988 – 23 يوليو 1989).
- انتخب عضو مجلس النواب في الجمهورية الإيطالية ‏.